# Bèto Adriana
Eduardo „Bèto” Adriana (ur. 29 lipca 1925 w Otrobandzie, zm. 10 kwietnia 1997) – sportowiec z Antyli Holenderskich startujący w lekkoatletyce, podnoszeniu ciężarów i strzelectwie.

## Życiorys
Urodził się w miejscowości Otrobanda na Curaçao. W młodości uprawiał m.in. piłkę nożną i boks, a także z powodzeniem pchnięcie kulą. W 1946 roku został złotym medalistą igrzysk Ameryki Środkowej i Karaibów. Ponadto został mistrzem w 1959 roku, a w latach 1950 i 1954 wicemistrzem w tej konkurencji (najlepszy wynik osiągnął w 1959 roku – 14,59 m). W 1954 i 1959 roku na tych samych zawodach zwyciężył w drugiej z dyscyplin – podnoszeniu ciężarów (w kategorii +90 kg). W 1963 roku zdobył srebro. Jako sztangista Adriana ma w dorobku 3 brązowe medale igrzysk panamerykańskich w kategorii + 90 kg – miejsca na podium zdobył w latach 1955, 1959 i 1963. Startował także na mistrzostwach świata, zajmując m.in. 5. miejsce na turnieju w 1955 roku.
Dwukrotny olimpijczyk (IO 1960, IO 1972). Podczas igrzysk w Rzymie wystąpił w podnoszeniu ciężarów w kategorii +90 kg. Wyciskanie zakończył na 4. miejscu (155 kg), rwanie na 14. pozycji (122,5 kg), natomiast podrzutu nie ukończył. Tym samym został niesklasyfikowany z powodu nieukończenia ostatniej z części składowych zawodów. Od 1965 roku uprawiał strzelectwo, w którym wystąpił na igrzyskach w 1972 roku. Zajął przedostatnie, 100. miejsce w karabinie małokalibrowym leżąc z 50 m (566 punktów) – wyprzedził wyłącznie Owena Phillipsa. W Monachium był także chorążym reprezentacji podczas ceremonii otwarcia igrzysk. Według Międzynarodowej Federacji Strzelectwa Sportowego, Adriana miał wystąpić na zawodach Pucharu Świata w Hawanie w 1994 roku, zajmując ostatnie 60. miejsce w karabinie małokalibrowym leżąc z 50 m.
W latach 1950–1965 (z wyjątkiem roku 1957) był mistrzem Curaçao w kategorii wagowej +90 kg, a także złotym medalistą mistrzostw Antyli Holenderskich.